# اوکلی (کالیفرنیا)
اوکلی (به انگلیسی: Oakley) شهری در شهرستان کنترا کوستا ایالت کالیفرنیا است که در سرشماری سال ۲۰۱۰ میلادی، ۳۵۴۳۲ نفر جمعیت داشته است.